# Estiu del 42
Estiu del 42 (títol original en anglès Summer of '42) és una pel·lícula estatunidenca dirigida per Robert Mulligan l'any 1971. Va rebre un Oscar a la millor banda sonora.

## Argument
En plena Segona Guerra Mundial un grup d'adolescents que estiuegen en una illa de Nova Anglaterra comencen a sentir interès per les dones. Un d'ells s'enamora d'una noia casada que té el seu marit al front.

## Repartiment
- Jennifer O'Neill: Dorothy
- Gary Grimes: Hermie
- Jerry Houser: Oscy
- Oliver Conant: Benjie
- Katherine Allentuck: Aggie
- Christopher Norris: Miriam
- Lou Frizzell: la farmacèutica

## Comentaris
Dirigit per Robert Mulligan, amb guió de Herman Raucher i muntatge de Folmar Blangsted, el film copsa magistralment la nostàlgia per una època perduda que representa la pèrdua de la innocència i la fragilitat de l'adolescència. Amb una posada en escena deliciosa, puntejada per la mítica i oscaritzada banda sonora de Michel Legrand, Mulligan transmet amb gran sensibilitat i sentiment la fugacitat d'unes vivències profundament intenses que mai no es tornaran a repetir.

## Premis i nominacions

### Premis
- Oscar a la millor banda sonora per Michel Legrand[8]
- BAFTA: Premi Anthony Asquith a la millor música per Michel Legrand
- Festival Internacional de Cinema de Sant Sebastià: Conquilla d'Or per Robert Mulligan[9]

### Nominacions
- Oscar:
  - Millor fotografia per Robert Surtees
  - Millor muntatge per Folmar Blangsted
  - Millor guió original per Herman Raucher
- Globus d'Or:
  - Millor director per Robert Mulligan
  - Millor pel·lícula dramàtica
  - Millor banda sonora per Michel Legrand